# カフェ・オ・レーベル

## 概要
カフェ・オ・レーベル(Cafe au Label)は日本のインディーズレーベルである。代表取締役はシュガーフィールズの原朋信。レーベル運営の他、レコーディングスタジオ運営、マスタリングスタジオの運営、音楽教室の開催、自社ブランドのレコーディング機材設計、および販売など、音楽制作に関する事業を幅広く展開。

## 沿革
- 1995年、原朋信のソロユニットシュガーフィールズの自宅録音カセットシリーズを販売するために、自主レーベルカフェ・オ・レーベルを設立。
- 1997年、原の実家のノコギリ屋「マツバヤ」の法人を譲り受け、有限会社カフェ・オ・レーベル設立。シュガーフィールズがポニーキャニオンからメジャーデビューすると同時にカフェ・オ・レーベルを本格始動。足立区綾瀬の一軒家をスタジオに改装しレコーディングスタジオとレーベルを運営。
- 1998年、カフェ・オ・レーベル企画イベント第一弾、渋谷クアトロで開催。ナンバーガール、パラダイス・ガラージ、スペースカンフーマン、HARCOなどが出演。[1]
- 2000年、カフェ・オ・レーベル企画イベント、「石のうえにも3年」を渋谷クアトロで開催。スネオヘアー、チョコレートパフェ、シュガーフィールズ、HARCOなどが出演。[1]足立区綾瀬から千葉県船橋に移転。
- 2001年、渋谷道玄坂に移転。マスタリングスタジオの運営を開始。
- 2005年、足立区綾瀬に移転。レコーディング機材の販売を開始。
- 2007年、Hi-STANDARDの難波章浩と共にテレビ番組を企画制作。新潟テレビにてオンエア。
- 2014年、カフェオレーベルスタジオがモデルとなった映像作品『あかりのむこう』がyoutubeのエイベックスチャンネルにて公開。主演はCheeky Paradeの鈴木 友梨耶。声優に小林ゆうが参加。

## レーベル作品の傾向
リリース作品は基本的に「真のオルタナティブとは、POPである」という基本理念により、原朋信がプロデュースを手がける。

## アーティスト一覧
アルバムをリリースしたアーティスト
- シュガーフィールズ
- アンアーバー
- スネオヘアー
- マーガレットズロース
- チコピド
- プラモミリオンセラーズ
- afterchord
- イッパイアッテナ
- pants
- peck
- MMAマンホール
- 我々
- ふれあい
- OTAL
- シジマ
- チョコレートパフェ
- 千代田夏夫
- cosmic flavour
- Theケン
- POЯN MAЯKET
- まひろ
- カスタムネル
- Lucy
- the sworn group
- 中嶋定治
- 隙間三業
- 白石尚吾
- ケミカルボリューム

## 関係のあるアーティスト、団体
- くるり… デビュー曲「東京」は原朋信プロデュースのもと、カフェ・オ・レーベルスタジオでデモ音源が録音された。この時のデモ音源はインディーズアルバム『もしもし』に収録。岸田繁が原朋信にアンアーバーの曲を聴かされ、それに感銘を受け一気に書き上げた。ラストの「パーパッパー」というコーラスフレーズは、原のアイディアである。
- HARCO…　コンピレーションアルバム『奇跡のカタチ vol.1』に参加。カフェ・オ・レーベル企画イベントに出演。
- ヨーロッパ企画…　シュガーフィールズ、プラモミリオンセラーズ、peckなど、カフェ・オ・レーベルの楽曲を劇中で使用している。
- 古川本舗…　1stから4thアルバムまで、カフェ・オ・レーベルスタジオで制作。
- アゴアニキ…　 1stアルバム『アゴ ア ゴー ゴー ゴー』をカフェ・オ・レーベルスタジオで制作。